# Watkins Glen International
Watkins Glen International är en racerbana vid Senecasjöns södra ända nära Watkins Glen, New York i USA. Här kördes formel 1-loppen USA:s Grand Prix 1961-1975 och USA:s Grand Prix East 1976-1980.
Numera körs bland annat IndyCar och Nascar på Watkins Glen, vars sträckning i stort sett är oförändrad sedan formel 1-tiden.